# Khadija Ahrari
Khadija Ahrari (en persan : خدیجه احراری) est une femme politique afghane. En 1965, elle devient l'une des quatre premières femmes à être élues députées au Wolesi Jirga, la chambre basse du Parlement afghan (avec Roqia Abubakr, Masuma Esmati-Wardak et Anahita Ratebzad). Leur élection fait suite à l'adoption en 1964 de la loi qui accorde le droit de vote aux femmes dans la constitution afghane.